# 中尾正文
中尾 正文（なかお まさふみ、1952年11月1日 - ）は、日本の経営者。

## 経歴
東京都目黒区出身。1978年に東京工業大学大学院総合理工学研究科を修了し、同年に旭化成工業に入社。
2006年4月に旭化成電子代表取締役社長に就任し、2012年6月に取締役に就任し、上席執行役員、常務執行役員、専務執行役員などを経て、2017年4月から代表取締役兼副社長執行役員に就任した。2019年には常勤監査役に就任した。